# Bavarska šuma
Bavarska šuma (češ. Bavorský les, njem. Bayerischer Wald, Bayerwald, bav. Boarische Woid, Bayerwoid) je njemački dio gorskog prostora u pograničnoj zoni Češke, Njemačke i Austrije. Prostire se u njemačkoj saveznoj zemlji Bavarskoj. Češki dio ovog prostora se u Češkoj se naziva Šumava (Češka šuma). Najviši vrh je Veliki javor (njem. Großer Arber, češ. Velký Javor) u Njemačkoj visok 1457 m. Kroz goru prolazi razvodnica između Dunava i Vltave (izvire na Češkoj šumi, ulijeva se u Labu). 
Ovo zaravnjeno gorje dugo je 145 kilometara. Geološki ga tvore granit i gnajs.
Bavarska šuma se dijeli na prednju na jugu i stražnju na sjeveru. Najviši vrh prednje (Vorderer) jest Einödriegel visok 1121 metar, a stražnje (Hinterer) je Veliki javor visok 1456 metar. Floru definira crnogorična šuma. Najduža rijeka koja protječe kroz Bavarsku šumu je rijeka Rezna (njem. Regen, Schwarzer Regen, Großer Regen, bav. Reng, češ. Řezná). 
U ovom se gorju nalazi Nacionalni park Bavarska šuma, osnovan 1970. kao prvi nacionalni park u Njemačkoj. Postoje rudnici ugljena. Mjesta na planini su poznata po izradi stakla. Proizvodi se i grafit. Voćarstvo je gospodarska grana razvijena na južnom prigorju.

## Vanjske poveznice
- Bavarska šuma Hrvatska enciklopedija. Leksikografski zavod Miroslav Krleža